# 679

## Esdeveniments
- Austràsia: Per la mort de Dagobert II, Teodoric III, rei de Nèustria i Borgonya, accedeix al tron del país, reunificant el Regne dels Francs.
- Constantinoble: En el setge de la ciutat els àrabs sofreixen una severa derrota per terra i per mar i es veuen obligats a signar una pau per 30 anys molt favorable als romans d'Orient.
- Bulgària: Asparukh Khan aconsegueix dels romans d'Orient la cessió del país al sud del Danubi i funda el regne búlgar.
- Constantinoble: Teodor I és deposat com a patriarca de la ciutat i és substituït per Jordi I de Xipre.

## Necrològiques
- 23 de desembre – Lorena (Austràsia): Dagobert II, rei, assassinat en una cacera.
- Elnon (Austràsia): Sant Amand de Maastricht, bisbe.